# 우시쿠보역
우시쿠보역(일본어: 牛久保駅)은 일본 아이치현 도요카와시에 위치한 도카이 여객철도 이다선의 철도역이다. 상대식 승강장 2면 2선의 구조를 갖춘 지상역이다.

## 이용 현황
| 연도     | 하루 평균 | 연도     | 하루 평균 | 연도     | 하루 평균 |
| 1950년도 | 2,284     | 1976년도 | 1,387     | 2002년도 | 896       |
| 1951년도 | 2,429     | 1977년도 | 1,307     | 2003년도 | 915       |
| 1952년도 | 2,377     | 1978년도 | 1,183     | 2004년도 | 878       |
| 1953년도 | 2,428     | 1979년도 | 1,120     | 2005년도 | 840       |
| 1954년도 | 2,404     | 1980년도 | 1,100     | 2006년도 | 808       |
| 1955년도 | 2,375     | 1981년도 | 1,045     | 2007년도 | 865       |
| 1956년도 | 2,438     | 1982년도 | 1,124     | 2008년도 | 865       |
| 1957년도 | 2,300     | 1983년도 | 1,041     | 2009년도 | 830       |
| 1958년도 | 2,224     | 1984년도 | 943       | 2010년도 | 799       |
| 1959년도 | 2,311     | 1985년도 | 843       |          |           |
| 1960년도 | 2,406     | 1986년도 | 809       |          |           |
| 1961년도 | 2,419     | 1987년도 | 831       |          |           |
| 1962년도 | 2,372     | 1988년도 | 910       |          |           |
| 1963년도 | 2,501     | 1989년도 | 914       |          |           |
| 1964년도 | 2,411     | 1990년도 | 890       |          |           |
| 1965년도 | 2,499     | 1991년도 | 908       |          |           |
| 1966년도 | 2,570     | 1992년도 | 900       |          |           |
| 1967년도 | 2,354     | 1993년도 | 981       |          |           |
| 1968년도 | 2,192     | 1994년도 | 995       |          |           |
| 1969년도 | 1,974     | 1995년도 | 998       |          |           |
| 1970년도 | 1,879     | 1996년도 | 989       |          |           |
| 1971년도 | 1,711     | 1997년도 | 960       |          |           |
| 1972년도 | 1,618     | 1998년도 | 916       |          |           |
| 1973년도 | 1,576     | 1999년도 | 927       |          |           |
| 1974년도 | 1,576     | 2000년도 | 919       |          |           |
| 1975년도 | 1,513     | 2001년도 | 924       |          |           |
| -------- | --------- | -------- | --------- | -------- | --------- |

### 화물
| 연도     | 발송   | 도착   | 연도     | 발송    | 도착   |
| 1950년도 | 7,956t | 3,628t | 1961년도 | 10,980t | 7,096t |
| 1951년도 | 5,230t | 3,640t | 1962년도 | 6,656t  | 7,712t |
| 1952년도 | 3,483t | 4,030t | 1963년도 | 10,001t | 7,075t |
| 1953년도 | 4,229t | 5,844t | 1964년도 | 5,054t  | 6,260t |
| 1954년도 | 4,546t | 6,199t | 1965년도 | 3,779t  | 3,264t |
| 1955년도 | 4,474t | 5,852t | 1966년도 | 1,966t  | 3,263t |
| 1956년도 | 4,229t | 6,852t | 1967년도 | 8,994t  | 2,782t |
| 1957년도 | 3,774t | 4,498t | 1968년도 | 21,008t | 3,040t |
| 1958년도 | 3,823t | 4,508t | 1969년도 | 17,823t | 2,825t |
| 1959년도 | 5,705t | 5,198t | 1970년도 | 18,186t | 2,742t |
| 1960년도 | 8,737t | 7,039t | 1971년도 | 9,260t  | 1,263t |
| -------- | ------ | ------ | -------- | ------- | ------ |

## 역 주변
- 우시쿠보 성터
- 조코지
- 국도 제151호선

## 역사
- 1897년 7월 15일 : 도요카와 철도의 역으로서 개업. 여객 · 화물 영업을 행하는 일반역이었다.
- 1943년 8월 1일 : 국유화, 국철 이다선의 역이 되었다.
- 1943년 8월 : 군수공장에 근무하는 공장 직원의 승강이 증가했기 때문에, 현재의 역사로 개축.
- 1971년 12월 1일 : 화물 · 하물의 취급을 폐지.
- 1987년 4월 1일 : 일본국유철도 분할 민영화에 의해, 도카이 여객철도가 승계.
- 1992년 2월 1일 : 야간 무인화.
- 1995년 9월 1일 : 도카이 교통 사업으로의 업무위탁으로 한다.
- 2010년 3월 13일 : TOICA의 이용이 가능하다.

## 인접 역
| 도카이 여객철도 이다선 | 도카이 여객철도 이다선 | 도카이 여객철도 이다선 |
| ---------------------- | ---------------------- | ---------------------- |
| 고자카이 도요하시 방면 | ■ 이다선               | 도요카와 다쓰노 방면   |